# Unión Deportiva Poblense
La Unión Deportiva Poblense es un club de fútbol de la ciudad española de La Puebla, en la isla de Mallorca (Baleares). Actualmente juega en el Grupo 3 de la Segunda Federación.

## Historia
Con el nombre original de Sociedad Recreativa, Cultural y Deportiva Unión Sportiva Poblense, el club fue legalmente constituido el 1 de octubre de 1935. Los impulsores de su creación fueron Antonio Serra, Julián Mir, Miguel Ballester, Pablo Serra, Pedro Payeras, Vicente Ríos y Jaime Piña Bonnín, quien fue nombrado primer presidente de la entidad. 
El club no empezó a competir en torneos oficiales hasta los años 1940, tras el fin de la guerra civil española. Su primer título lo conquistó la temporada 1947-48, con el Campeonato de Baleares. Tras varios intentos frustrados de ascenso a la categoría nacional, finalmente la temporada 1954-55 debutó en Tercera División. Durante los cincuenta, sesenta y setenta el club alternó esta categoría con la Regional.
El club balear vivió sus años dorados en la década de los ochenta. La temporada 1980-81, con la llegada de Lorenzo Serra Ferrer al banquillo, los azulgrana lograron su primer título nacional, al proclamarse campeones del grupo balear de Tercera División. Un éxito que les permitió disputar, por vez primera, la promoción de ascenso a Segunda División B, donde fueron eliminados por el Endesa Andorra. La siguiente campaña, también con Serra Ferrer al frente, los poblenses reeditaron el campeonato de Tercera y, esta vez sí, lograron el ascenso a la categoría de bronce de la liga española.
La UD Poblense se mantuvo Segunda División B durante siete campañas consecutivas, superando incluso la drástica reducción de la categoría, la temporada 1985-86. Finalmente, el club descendió a Tercera al término de la temporada 1988/89. Se ha mantenido en esta categoría desde entonces, a pesar de haber disputado en seis ocasiones (1994-95, 1995-96, 1998-99, 2002-03, 2003-04 y 2010-11) la promoción de ascenso a Segunda B. La última, en la temporada 2012-13.
En la temporada 2019-20, tras ganar en la promoción al Mallorca B por 2-1, logra retornar a Segunda División B, tras más de tres décadas de ausencia.

### Clasificaciones en Liga
| - 1939-40: 2.ª Regional (3.º) - 1940-41: 2.ª Regional (3.º) - 1941-42: 2.ª Regional (1.º) - 1942-43: 1.ª Regional (3.º) - 1943-44: 1.ª Regional (2.º) - 1944-45: 1.ª Regional (3.º) - 1945-46: 1.ª Regional (3.º) - 1946-47: 1.ª Regional (3.º) - 1947-48: 1.ª Regional (1.º) - 1948-49: 1.ª Regional (2.º) - 1949-50: 1.ª Regional (1.º) - 1950-51: 1.ª Regional (1.º) - 1951-52: 1.ª Regional (5.º) - 1952-53: 1.ª Regional (11.º) - 1953-54: 1.ª Regional (1.º) - 1954-55: 3.ª División (4.º) - 1955-56: 3.ª División (3.º) - 1956-57: 3.ª División (9.º) - 1957-58: 3.ª División (16.º) - 1958-59: 1.ª Regional (1.º) | - 1959-60: 3.ª División (7.º) - 1960-61: 3.ª División (8.º) - 1961-62: 3.ª División (9.º) - 1962-63: 1.ª Regional (2.º) - 1963-64: 1.ª Regional (2.º) - 1964-65: 3.ª División (8.º) - 1965-66: 3.ª División (6.º) - 1966-67: 3.ª División (12.º) - 1967-68: 3.ª División (6.º) - 1968-69: 3.ª División (19.º) - 1969-70: 1.ª Regional (1.º) - 1970-71: 3.ª División (10.º) - 1971-72: 3.ª División (3.º) - 1972-73: 3.ª División (16.º) - 1973-74: Reg. Preferente (1.º) - 1974-75: 3.ª División (19.º) - 1975-76: Reg. Preferente (2.º) - 1976-77: 3.ª División (13.º) - 1977-78: 3ª División (13º) - 1978-79: 3.ª División (7.º) | - 1979-80: 3ª División (2.º) - 1980-81: 3.ª División (1.º) - 1981-82: 3.ª División (1.º) - 1982-83: 2ª División B (15º) - 1983-84: 2ª División B (12º) - 1984-85: 2ª División B (14º) - 1985-86: 2ª División B (6º) - 1986-87: 2ª División B (22º) - 1987-88: 2ª División B (15º) - 1988-89: 2ª División B (18º) - 1989-90: 3.ª División (14.º) - 1990-91: 3.ª División (7.º) - 1991-92: 3.ª División (17.º) - 1992-93: 3.ª División (5.º) - 1993-94: 3.ª División (9.º) - 1994-95: 3.ª División (4.º) - 1995-96: 3.ª División (4.º) - 1996-97: 3.ª División (5.º) - 1997-98: 3.ª División (7.º) - 1998-99: 3.ª División (2.º) | - 1999-00: 3.ª División (9.º) - 2000-01: 3.ª División (11.º) - 2001-02: 3.ª División (8.º) - 2002-03: 3.ª División (4.º) - 2003-04: 3.ª División (4.º) - 2004-05: 3.ª División (8.º) - 2005-06: 3.ª División (16.º) - 2006-07: 3.ª División (3.º) - 2007-08: 3.ª División (12.º) - 2008-09: 3.ª División (7.º) - 2009-10: 3.ª División (15.º) - 2010-11: 3.ª División (2.º) - 2011-12: 3.ª División (9.º) - 2012-13: 3.ª División (2.º) - 2013-14: 3.ª División (6.º) - 2014-15: 3.ª División (6.º) - 2015-16: 3.ª División - 2016-17: 3.ª División (2.º) - 2017-18: 3.ª División (2.º) - 2018-19: 3.ª División (3.º) - 2019-20: 3.ª División (1.º) |

 - Ascenso 

 - Descenso

## Uniforme
- Uniforme titular: Camiseta a rayas verticales azules y granas, pantalón azul, medias azules.
- Uniforme alternativo: Camiseta verde, pantalón blanco, medias verdes.

## Estadio
El Nuevo Campo de La Puebla fue construido por el arquitecto Jesús J. Pou Usallán y tiene un aforo de 8000 espectadores. Fue inaugurado el 17 de enero de 1977, aunque el primer partido oficial se disputó el 29 de enero ante el Ontinyent Club de Fútbol, partido que concluyó con el resultado de empate a cero.
La superficie del terreno de juego es de césped natural y tiene unas dimensiones de 105 x 74 m. La grada principal del estadio está cubierta, y en su tribuna se encuentra una cabina para la prensa. Anexos al estadio hay un campo de césped artificial que utilizan las categorías inferiores y un campo de tierra.

## Datos del club

### Temporadas
- Temporadas en Segunda División B (8): 1982-83 a 1988-89, 2020-21
- Temporadas en Tercera División (47): 1954-55 a 1957-58, 1959-60 a 1961-62, 1964-65 a 1968-69, 1970-71 a 1972-73, 1974-75, 1976-77 a 1981-82, 1989-90 a 2019-20
- Temporadas en Categorías regionales (21): 1940-41 a 1953-54, 1958-59, 1962-63, 1963-64, 1969-70, 1973-74, 1975-76

## Jugadores y cuerpo técnico

### Plantilla y cuerpo técnico 2022-23
- La plantilla y el cuerpo técnico del primer equipo para la temporada 2022-23[1] son los siguientes:

## Palmarés

### Torneos nacionales
- Tercera División (2): 1980-81, 1981-82
- Subcampeón Tercera División (4): 1979-80, 1998-99, 2010-11, 2012-13

### Torneos regionales
- Copa R.F.E.F (Fase Autonómica) (4) :  1998-99, 2004-05, 2016-17, 2019-20
- Campeonato de Baleares (3): 1947-48, 1949-50, 1953-54
- Campeón en Categorías regionales (8): 1941-42, 1947-48, 1949-50, 1950-51, 1953-54, 1958-59, 1969-70, 1973-74
- Subcampeón en Categorías regionales (5): 1943-44, 1948-49, 1962-63, 1963-64, 1975-76

### Torneos amistosos
- Trofeo de la Agricultura: (17) 1973, 1974, 1976, 1977, 1979, 1980, 1983, 1986, 1989, 1993, 1997, 2004, 2005, 2009, 2010, 2017, 2019